# Stadion Dyskobolii Grodzisk Wielkopolski
Stadion Dyskobolii Grodzisk Wielkopolski, od 2023 roku ze względów marketingowych również jako Stadion Respect Energy – stadion w Grodzisku Wielkopolskim, przy ul. Powstańców Chocieszyńskich 52. W roku 2004 stadion uznano jednym z najładniejszych i najlepiej wyposażonych obiektów Europy w kategorii do 10 tysięcy w IX edycji Medalu Europejskiego.

## Historia
W 1923 roku uwzględniając potrzebę rozwoju sportu, Powiatowa Rada Wychowania Fizycznego
i Przysposobienia Wojskowego z inicjatywy kapitana Piątkowskiego przystąpiła do realizacji budowy stadionu.
Przystąpiono do rozmów z właścicielem majętności Grodzisk-Zamek co do lokalizacji obiektu – wynik tego był jednak negatywny.
Jeszcze w maju tego roku zwrócono się z prośbą o pomoc w tej sprawie do byłego Ministra Wojny, generała Kazimierza Sosnkowskiego, który przybył właśnie do swych włości położonych w tutejszym powiecie. Generał poparł pomysł i jako pierwszy ofiarował 30 mórg ziemi podmiejskiej w Opalenicy, celem sprzedaży z przeznaczeniem uzyskanych pieniędzy na budowę stadionu.
Do tej akcji dołączyli następnie: hrabina Franciszka Żółtowska z Grąblewa, dając bezpłatnie ziemię podmiejską pod dzisiejszy stadion, Adam Szczerbiński dawniejszy właściciel Rudnik ofiarował cały materiał drzewny na okalenie stadionu i budowę trybuny, Marian Szermer, kupiec z Grodziska podarował 200 ctr. wapna.
Z równie szczerą pomocą pospieszyli hrabia Zygmunt Kurnatowski z Gościeszyna, hrabia Ignacy Mielżyński z Iwna – Daków Mokrych, książę Olgierd Czartoryski z Siedlec – Granowo, ordynat Stanisław Niegolewski z Niegolewa i inni.
Stadion został otwarty 11 listopada 1925 przez gen. Kazimierza Sosnkowskiego. Poza płytą piłkarską i bieżnią lekkoatletyczną, powstał betonowy kort tenisowy, boiska do koszykówki i siatkówki oraz basen zasilany w świeżą wodę wiatrakiem. Stadion wzbudzał podziw i zainteresowanie w całym ówczesnym województwie poznańskim. Widownia wypełniała go nie tylko podczas meczów piłkarskich, ale głównie za sprawą lekkoatletów Dyskobolii.
W czasie wojny stadion – symbol społecznego i patriotycznego wysiłku grodziszczan przeszedł we władanie młodzieżowych organizacji hitlerowskich.

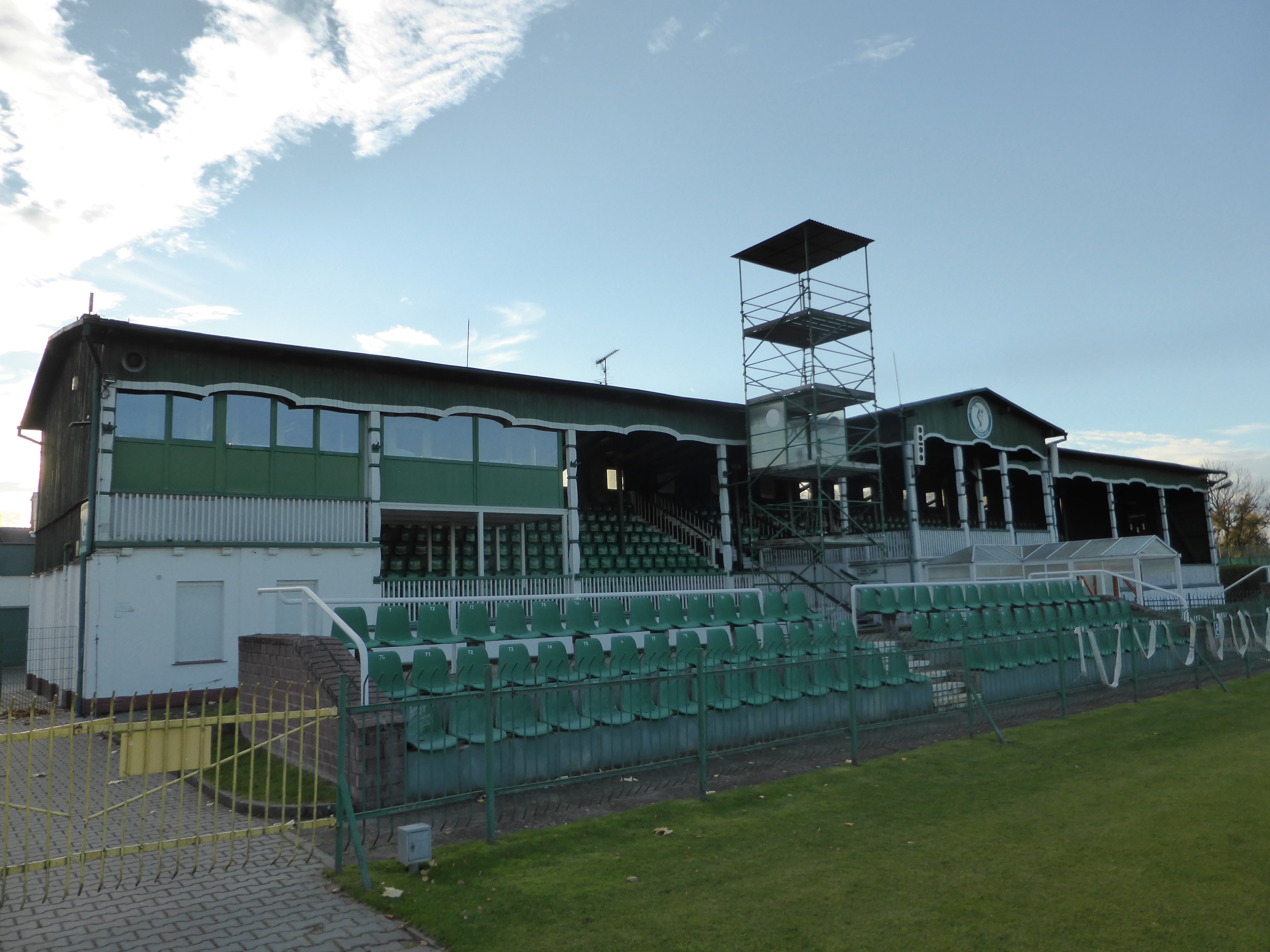
Zabytkowa trybuna drewniana

Do dziś znajduje się tam zabytkowa drewniana trybuna. Od roku 1996 stadion jest sukcesywnie rozbudowywany. Naprzeciw tzw. „starej trybuny” została wybudowana „nowa trybuna”, w której znajduje się hotel, restauracja, przychodnia lekarska z odnową biologiczną i hydroterapią. 9 maja 2003 roku zostało oddane do użytku sztuczne oświetlenie, a na jesień tego samego roku została zamontowana podgrzewana płyta.

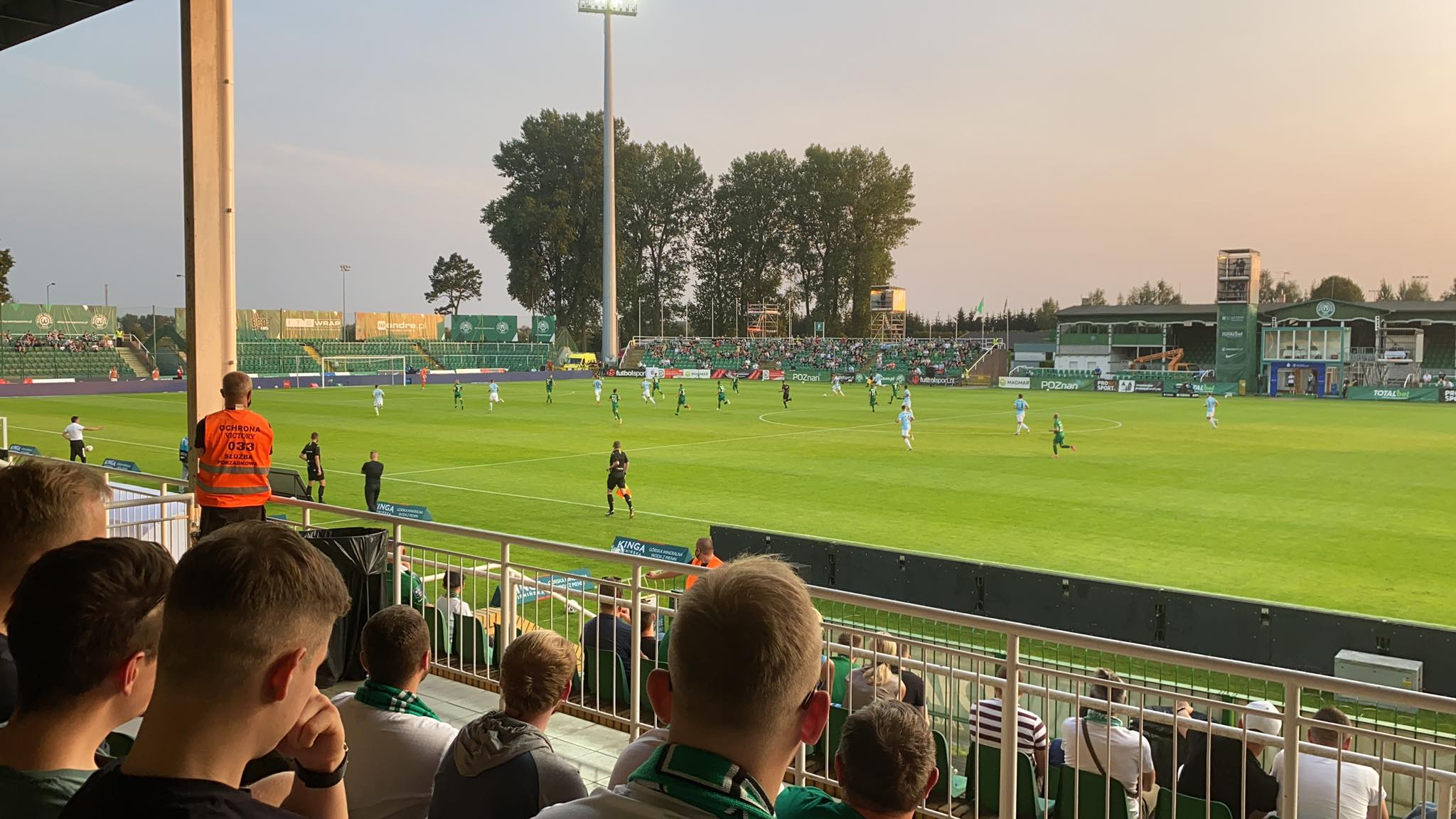
Mecz Warty Poznań z Piastem Gliwice (0:0), 12 września 2020 r.

Po wycofaniu Dyskobolii z rozgrywek ekstraklasy stadion wraz z hotelem GROCLIN wynajmowany jest innym klubom, które organizują w Grodzisku Wielkopolskim swoje obozy przygotowawcze. Gościła tutaj także kilka razy pierwsza reprezentacja, a w 2010 r. ogłoszono, że obiekt ten będzie bazą reprezentacji Polski w czasie EURO 2012.
W grudniu 2011 r. poinformowano jednak, że polska reprezentacja zdecydowała się na warszawski hotel Hyatt.
29.09.2014 r. Groclin S.A. sprzedał stadion wraz z hotelem Bartłomiejowi Ordanikowi.
W 2023 roku stadion został podzielony między Wartę Poznań i miasto Grodzisk Wielkopolski. Klub z Poznania pozyskał hotel wraz z trybuną główną, natomiast miasto płytę główną boiska oraz resztę trybun, w tym trybunę zabytkową.
We wrześniu 2023 roku Warta Poznań otwarła tutaj oficjalnie swoją akademię piłkarską.

## Mecze reprezentacji Polski na Stadionie Dyskobolii
| Rodzaj spotkania | Data spotkania | Rywal Polski | Frekwencja | Wynik meczu | Strzelcy bramek dla Polski |
| ---------------- | -------------- | ------------ | ---------- | ----------- | -------------------------- |
| mecz towarzyski  | 9 lutego 2005  | Białoruś     | 3,5 tys.   | 1:3 (0:1)   | Maciej Żurawski            |

## Mecze Dyskobolii w europejskich pucharach na własnym stadionie
| Rodzaj rozgrywek           | Data spotkania       | Rywal Dyskobolii         | Frekwencja | Wynik meczu | Strzelcy bramek                                   |
| -------------------------- | -------------------- | ------------------------ | ---------- | ----------- | ------------------------------------------------- |
| I runda INTERTOTO          | 17 czerwca 2001      | Spartak Warna            | 2,5 tys.   | 1:0         | Nuckowski                                         |
| runda wstępna UEFA         | 14 sierpnia 2003     | Atlantas Kłajpeda        | 3,5 tys.   | 2:0         | Rasiak x2                                         |
| I runda UEFA               | 15 października 2003 | Hertha BSC               | 4,5 tys.   | 1:0         | Šimunić (sam.)                                    |
| II runda UEFA              | 27 listopada 2003    | Manchester City          | 5 tys.     | 0:0         | –                                                 |
| III runda UEFA             | 26 lutego 2004       | Girondins de Bordeaux    | 4,4 tys.   | 0:1         | Chamakh                                           |
| II runda eliminacyjna UEFA | 11 sierpnia 2005     | Dukla Bańska Bystrzyca   | 2,5 tys.   | 4:1         | Rocki, Wozniak (sam.), Porázik, Ślusarski – Bažík |
| I runda UEFA               | 29 września 2005     | RC Lens                  | 5 tys.     | 2:4         | Sedláček, Sáblík – Cousin x2, Dindané, Lachor     |
| I runda wstępna UEFA       | 2 sierpnia 2007      | MKT-Araz İmişli          | 3 tys.     | 1:0         | Amadeusz Kłodawski                                |
| II runda wstępna UEFA      | 30 sierpnia 2007     | Toboł Kostanaj           | 2 tys.     | 2:0         | Sikora x2                                         |
| I runda UEFA               | 20 września 2007     | FK Crvena zvezda Belgrad | 4,5 tys.   | 0:1         | Basta                                             |